# Brzeg
Brzeg (udtale: [bʐɛk] latin: Alta Ripa, tysk: Brieg, schlesisk tysk: Brigg, schlesisk: Brzeg, Brzyg, tjekkisk: Břeh) er en by i den vestlige del af Opole Voivodeship i det sydlige Polen. Byen har 34.492(2021) indbyggere og et areal på 	16,0 km². Den er administrationsby i powiatet (amt) Brzeg. Den ligger i Schlesien på venstre bred af Oder-floden.

## Historie
Byen Brzeg blev første gang nævnt som en handels- og fiskeribebyggelse i det fragmenterede Piast-regerede Polen i 1234. I 1248 gav den schlesiske hertug Henrik 3. bosættelsen Magdeburgrettigheder, og i slutningen af det 13. århundrede blev byen befæstet. Nogle gange omtalt som "havebyen", blev byens størrelse kraftigt udvidet efter opførelsen af beboelseshuse, som lå i byens udkant. Fra det tidlige 14. til slutningen af det 17. århundrede blev byen styret af Piast-dynastiet som len af Bøhmen i Det Hellige Romerske Rige. Senere, som følge af Schlesiske krige, overgik byen til Preussen, og fra 1871 til 1945 var den også en del af Tyskland, før den igen blev en del af Polen efter Anden Verdenskrig.

## Galleri
- Brzegs mest karakteristiske bygning, Piastslægtens slot
- Den nordlige side af slottets gårdhave
- Sydsiden af slottet
- Juliusz Peppel Park, den største offentlige park i byen
- Hovedgaden
- Marina ved floden Oder
- Torvet
- Rådhus
- St. Nicholas kirke og Brzeski Dom Kultury kulturcenter
- Kirkens indre
- Helligkors kirke
- Interiør af Helligkors kirke
- Loftet